# Clibanarius vittatus
Clibanarius vittatus är en kräftdjursart som först beskrevs av Bosc 1802.  Clibanarius vittatus ingår i släktet Clibanarius och familjen Diogenidae. Inga underarter finns listade i Catalogue of Life.

## Bildgalleri

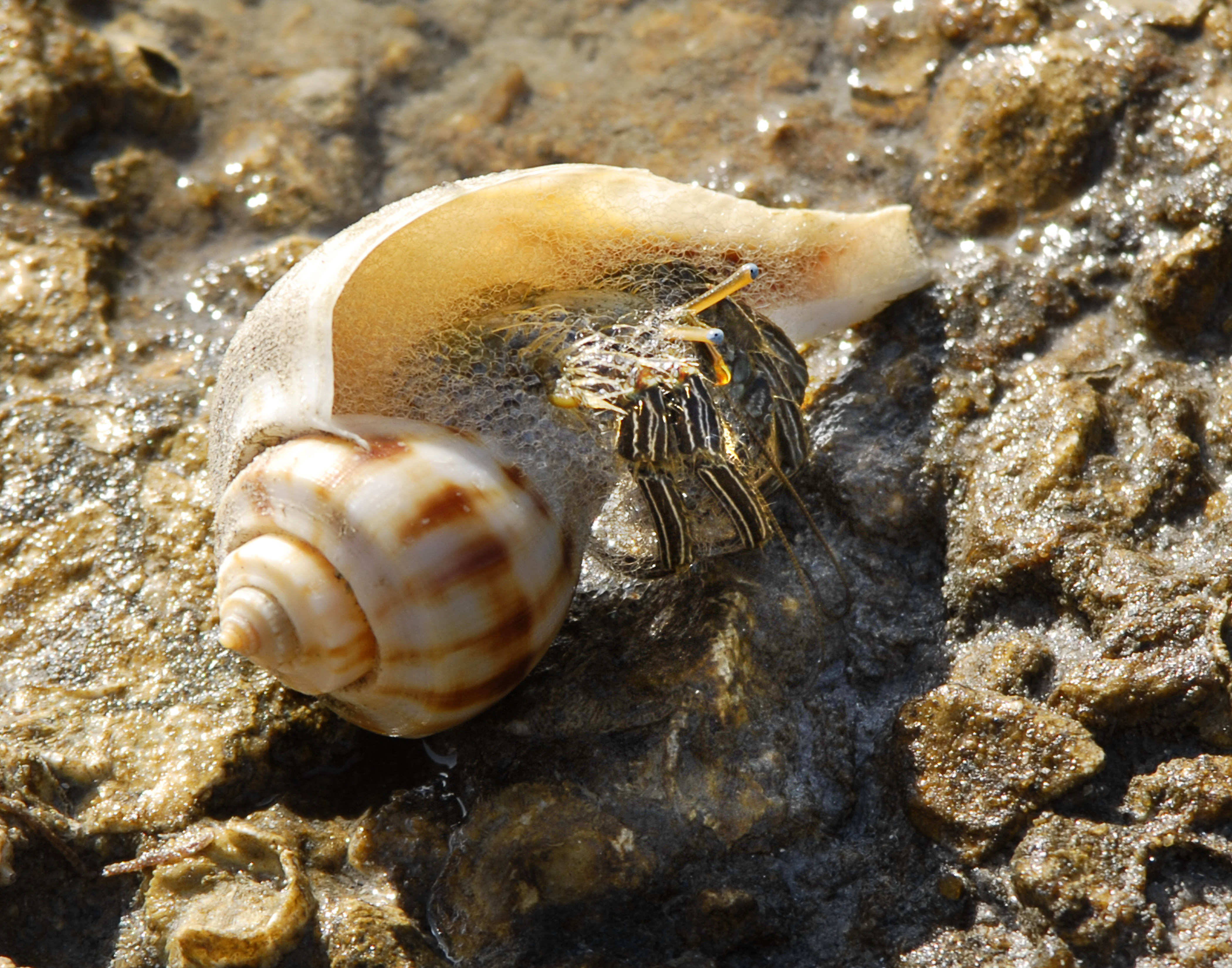